# Rabea Rogge
Rabea Patricia Rogge (* 1995 oder 1996 in Berlin-Schöneberg) ist die erste und bisher einzige Frau aus Deutschland und die 13. Person aus Deutschland, die in den Weltraum flog. Sie ist Elektroingenieurin und Doktorandin an der Technisch-Naturwissenschaftlichen Universität Norwegens in Trondheim.

## Leben
Rabea Rogge studierte nach ihrem Abitur 2015 am Georg-Büchner-Gymnasium Elektrotechnik an der TU Berlin und an der ETH Zürich. Während des Studiums gab sie nach eigener Aussage in einem Fünf- bis Zehnjahresplan als Ziel „Astronaut“ an. Sie erwarb ihren Bachelor und ihren Master in Elektrotechnik (MSc in Electrical Engineering and Information Technology) an der ETH Zürich, mit einem Auslandsjahr in Stockholm. Sie war auch als Mitglied der Akademischen Raumfahrt Initiative Schweiz (ARIS) in deren CubeSat-Team tätig und belegte einen Amateurfunkkurs. Ihr sind das US‑amerikanische Amateurfunkrufzeichen KD3AID und das norwegische Rufzeichen LB9NJ zugeteilt. Nach ihrem Studienabschluss in Zürich spezialisierte sie sich auf arktische Robotik. Rogge promoviert an der Universität Trondheim über autonome Boote im arktischen Meer, pausierte jedoch für ihre Teilnahme an der Mission Fram2. 
Im Gegensatz zu Profiastronauten der ESA, die nach ihrer Mission meistens als PR-Beauftragte unterwegs sind und für die Raumfahrt werben, kehrte Rabea Rogge nach ihrem Raumflug offenbar nur in ihre zivile Tätigkeit zurück.

## Weltraumflug Fram2
Rogge absolvierte Expeditionen, unter anderem auf einem Schiff vor Westafrika, wo sie drei Monate lang forschte. Als Missionsspezialistin der vom Krypto-Milliardär Chun Wang finanzierten kommerziellen SpaceX-Mission Fram2 wurde Rogge der 628. Mensch im Orbit nach Definition der Association of Space Explorers und die erste deutsche Frau im All. Wang und Rogge hatten sich während eines Expeditionstrainings auf Spitzbergen kennengelernt; diese Begegnung führte letztlich zu Wangs Angebot eines Platzes auf der SpaceX-Mission an Rogge.
Als weitere Teilnehmer der Mission wählte Wang den australischen Polarforscher Eric Philips und die norwegische Kamerafrau und Regisseurin Jannicke Mikkelsen. Alle vier trainierten für den Flug mit einer Crew Dragon in Kalifornien und absolvierte ein SpaceX-Training für Extremsituationen in Alaska. Während des Raumflugs, der vom 1. bis 5. April 2025 dauerte, kreiste die Crew Dragon in einer Polarbahn 55 Mal um die Erde und passierte ungefähr alle 45 Minuten je einen der Pole. Hierbei war Rogge für 22 wissenschaftliche Experimente verantwortlich. Diese fanden im Auftrag von SpaceX und NASA und einigen Universitäten Europas und der USA statt. Rogge untersuchte unter anderem Lichtphänomene, die ähnlich wie Polarlichter aussehen. Außerdem wurden zur Untersuchung der Auswirkungen der Raumfahrt auf den menschlichen Körper das erste Röntgenbild eines Menschen im Weltall angefertigt. Die Landung erfolgte am 5. April erstmals für eine bemannte Dragon-Kapsel im Pazifik vor Kalifornien. Zuvor war dies stets an der US-Ostküste im Meer vor dem Bundesstaat Florida geschehen, nun aber aus logistischen Gründen verlegt worden.
Rogge führte während des Raumflugs eine historische Medaille des Flugpioniers Otto Lilienthal aus dem Berliner Technikmuseum und eine kleine Nachbildung der Freiheitsglocke aus dem Rathaus Schöneberg mit.